# 穆斯克里克 (阿拉斯加州)
穆斯克里克（英語：Moose Creek）是位於美國阿拉斯加州費爾班克斯-北極星自治市鎮的一個非建制地區和人口普查指定地區。根據2010年美國人口普查，該地人口為747人，而該地的面積約為4.30平方千米。

## 地理
穆斯克里克的座標為64°42′45″N 147°09′40″W / 64.71250°N 147.16111°W，而該地的平均海拔高度為159米（即522英尺）。